# Belisarius

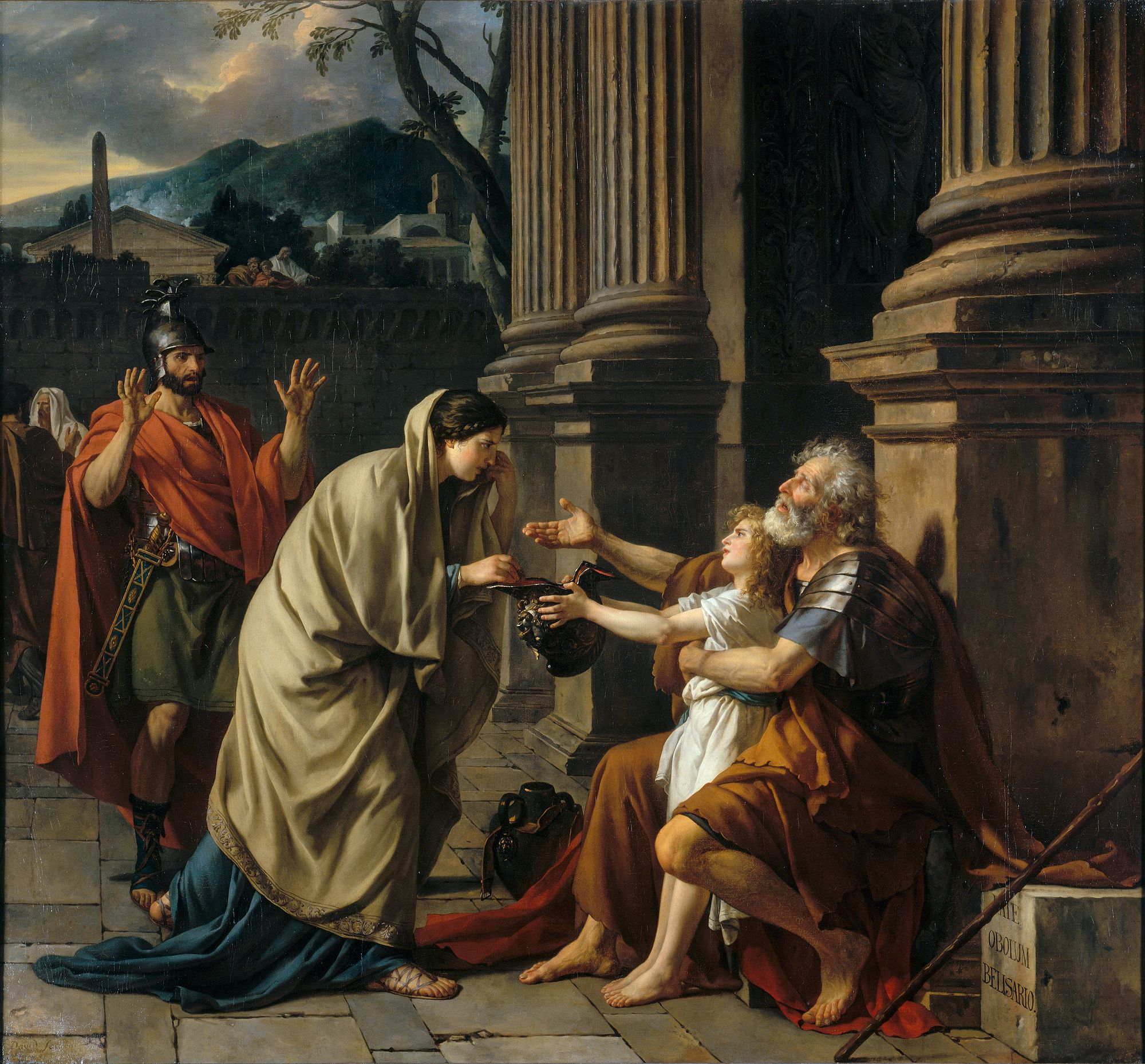
Belisarius av Jacques-Louis David

Flavius Belisarius (levde från omkring 505 till 565) var en bysantinsk general under kejsar Justinianus I. Belisarius var kejsarens främste militärstrateg och är en av de mest berömda militärerna genom tiderna. Till viss del beror den goda kännedom eftervärlden har om honom på att historieskrivaren Prokopios var hans rådgivare under närmare 15 år.

## Tidig karriär
Belisarius föddes troligen i dagens Bulgarien, i en illyrisk familj och var av tämligen enkel härkomst, men nådde genom att gynnas av Justinianus tidigt höga poster i hären. När denne besteg tronen år 527 hade Belisarius befäl över trupper vid den persiska gränsen. Han utnämndes till magister militum orientis, ungefär östlig överbefälhavare år 530, och besegrade samma år perserna vid Dara men led nästa år nederlag mot dem vid Callinicum (Sura) och återkallades till Konstantinopel. När nikaupproret hotade Justinianus regering slog Belisarius ned det genom att samla upprorsmakarna i hippodromen och massakrera dem, och räddade därigenom kejsaren. Under ett fälttåg mot vandalerna i Nordafrika 533 till 534 krossade Belisarius i slaget vid Tricamarum år 533 dessas siste kung, Gelimer, vilken medfördes i triumftåg vid hemkomsten till Konstantinopel. Han utnämndes även till konsul för år 535.
Belisarius blev mycket populär. Kejsar Justinianus fruktade hans popularitet men behövde hans militära kunnande. Belisarius skulle under resten av sitt liv pendla mellan gunst och onåd. Utan tvivel hjälpte hans förnäma giftermål honom att överleva tiderna i onåd – Belisarius gifte sig omkring år 532 med änkan Antonina, vilken var nära vän till kejsarinnan Theodora. Av allt att döma älskade Belisarius sin fru djupt, men hon besvarade kärleken med svek och vanära[källa behövs].

## Kampanjen mot östgoterna
Efter den östgotiske kungen Theoderik den stores död kom Belisarius att leda försöken att återta kontrollen över den italienska halvön. År 535 erövrade Belisarius Sicilien varefter han fortsatte till det italienska fastlandet och erövrade Neapel och Rom. Rom belägrades av kung Vitigis med en stor östgotisk här i över ett års tid (537 till 538) men höll ut. År 540 föll även östgoternas huvudort Ravenna i Belisarius händer, trots att tvister uppstått mellan Belisarius och övriga befälhavare. Vitigis slöt ett fredsfördrag med Belisarius enligt vilket Belisarius fick Italien som eget rike. Belisarius hade dock inga planer på att bli kung, utan fängslade Vitigis och lämnade denne samt den östgotiska kungaskatten i kejsarens händer. 
541 hemkallades Belisarius och utsågs till överbefälhavare i kriget mot perserna. Här lyckades han inte uträtta mycket och föll Belisarius återigen i onåd året 542, och hans egendom konfiskerades, men när östgoterna valde Totila till sin nya kung och åter startade krig, sändes Belisarius återigen till Italien år 544.
Belisarius fann den bysantinska hären i Italien demoraliserad och i bedrövligt skick, och begärde flera gånger förstärkningar och understöd. Trots att inget sådant kom lyckades han återigen inta Rom och lyckades i 5 år överleva med sin armé i Italien. Justinianus vågade inte förse sin inbillade fiende med vapen. Besviken begärde Belisarius avsked och lämnade armén år 548. Avslutningen av kriget i Italien lämnades åt andra generaler, framför allt eunucken Narses.

## Tillbakadraget liv och eftermäle
Ytterligare en gång skulle Belisarius träda i kejsarens tjänst, när bulgarerna hotade Konstantinopel under vintern 558/559. Han fick befälet över den i hast sammankallade hären och lyckades avvärja hotet.
År 562 anklagades Belisarius för delaktighet i en sammansvärjning, berövades sin egendom och fängslades. Han lyckades bevisa sin oskuld och frigavs så småningom. År 565 avled han.
Eftermälet om Belisarius har varit föremål för rik mytbildning. Han skulle bland annat ha bländats av kejsar Justinianus och vandrat som tiggare på Konstantinopels gator, vilket inte är sant. Till grund för myterna ligger att Belisarius upprepade gånger föll i onåd, kontrasterat med hans uppenbara plikttrogenhet mot en otacksam och skrämd härskare, samt sin kärlek till sin fru. Han betydelse har dock förmodligen delvis överdrivits och hans insatser förstorats, då i stort sett allt som är känt om honom kommer från hans närmaste rådgivare Prokopios.
Hans leverne har inspirerat många skalder och konstnärer, Jean-François Marmontel i romanen Bélisaire (1767, översatt till Belisar året därpå av Joakim Vilhelm Liliestråle), Jean Rotrou i en pjäs, Gaetano Donizetti i operan Belisario (1836) men kanske framför allt François Pascal Simon Gérards målninig Den blinde Belisarius (1795). Robert Graves roman Belisarius (Count Belisarius 1938) är kanske den mest trogna skildringen av Belisarius liv.